# Princeton (Missouri)
Princeton è un comune degli Stati Uniti d'America, situato nello Stato del Missouri, nella contea di Mercer, della quale è il capoluogo.